# Atentado contra Charlie Hebdo
El atentado contra Charlie Hebdo, semanario satírico francés, fue un tiroteo llevado a cabo en París el 7 de enero de 2015, cuando dos hombres enmascarados, armados con fusiles de asalto y otras armas entraron en las oficinas de la revista. Estos dispararon hasta 50 tiros, matando a doce personas e hiriendo a otros once al grito de  «Al·lahu-àkbar» (‘Dios es [el] más grande’) durante el ataque. También mataron a un oficial de la Policía Nacional poco después. Los asaltantes se identificaron como pertenecientes a Al Qaeda en la península arábiga, la rama de ese grupo terrorista en Yemen, que asumió la responsabilidad por el ataque. Otras cinco personas murieron y once resultaron heridas en tiroteos relacionados posteriormente en la región de la Isla de Francia. 
Francia elevó su sistema de alerta terrorista a su nivel más alto y desplegó soldados en la Isla de Francia y Picardía. Una intensa persecución condujo dos días después a la localización de los sospechosos, los hermanos Saïd y Chérif Kouachi, franceses de origen argelino, que al ser interceptados intercambiaron disparos con la policía. En su huida, los hermanos tomaron rehenes en una empresa de señalización de Dammartin-en-Goële y fueron finalmente acribillados cuando salieron disparando desde el edificio.
El 11 de enero, unos dos millones de personas, entre ellas más de cuarenta líderes mundiales, participaron en París en una marcha de unidad nacional, y 3 700 000 personas se sumaron a las manifestaciones celebradas en toda Francia. La frase Je suis Charlie (‘Yo soy Charlie’, en francés) fue un lema común de apoyo a las manifestaciones y en los medios sociales. Los trabajadores supervivientes de Charlie Hebdo decidieron publicar una nueva edición tras el ataque que vendió siete millones de copias en seis idiomas, en contraste con su tirada habitual en francés de sesenta mil ejemplares.
El juicio contra el atentado se inició el 3 de septiembre de 2020 con catorce personas acusadas.

## Antecedentes
Charlie Hebdo es un semanario satírico francés, fundado en 1969, que publica viñetas, reportajes y chistes. Irreverente y estridentemente inconformista en el tono, la publicación es fuertemente atea y de izquierda, mostrándose muy crítica hacia la extrema derecha, el catolicismo, el islam, el judaísmo, etc. Según afirmaba su director desde 2009, «Charb», la revista, desde el punto de vista editorial, refleja «todos los componentes del pluralismo de la izquierda, e incluso los abstencionistas».

### Ataques previos
El 3 de noviembre de 2011, la publicación lanzó un número especial que en lugar de llevar Charlie Hebdo como cabecera, mostraba el nombre de Charia Hebdo. El nombre del editor habitual pasó a denominarse «Muhammad». La portada mostraba un dibujo de Renald Luzier («Luz») en el que aparecía un hombre que llevaba un turbante, el profeta Mahoma, diciendo «100 latigazos si no te mueres de risa». En la madrugada del 2 de noviembre, incluso antes de que este número saliera a la calle, debido a que fue presentado de forma anticipada en las redes sociales, la sede del periódico en el XX distrito parisino fue atacada y su sitio web, hackeado. Los ataques fueron rápidamente vinculados a la publicación del polémico número especial de la revista. «Charb», citado por Associated Press, indicó que el ataque podría haber sido perpetrado por «gente estúpida que no sabe qué es el islam» e «idiotas que traicionan a su propia religión». Mohammed Moussaoui, presidente del Consejo del Culto Musulmán francés, dijo que su organización repudiaba «el tono burlón del semanario hacia el islam y el profeta» pero reafirmaba «con fuerza su oposición total a todos los actos y formas de violencia». El primer ministro, François Fillon, y el ministro del Interior, Claude Guéant, expresaron su apoyo al semanario, al igual que la escritora feminista Ayaan Hirsi Ali, que criticó las manifestaciones en contra del periódico.
Al año siguiente, la revista publicó una serie de caricaturas satíricas de Mahoma, incluyendo dibujos en los que el profeta se encontraba desnudo. Esto produjo días después una serie de ataques contra las embajadas de Estados Unidos en Oriente Medio, en respuesta a la supuestamente antiislámica película La inocencia de los musulmanes. El gobierno francés se vio obligado a cerrar embajadas, consulados, centros culturales y escuelas internacionales en unos 20 países árabes. La policía antidisturbios tuvo que rodear la sede del periódico para protegerla contra posibles ataques.

## Desarrollo

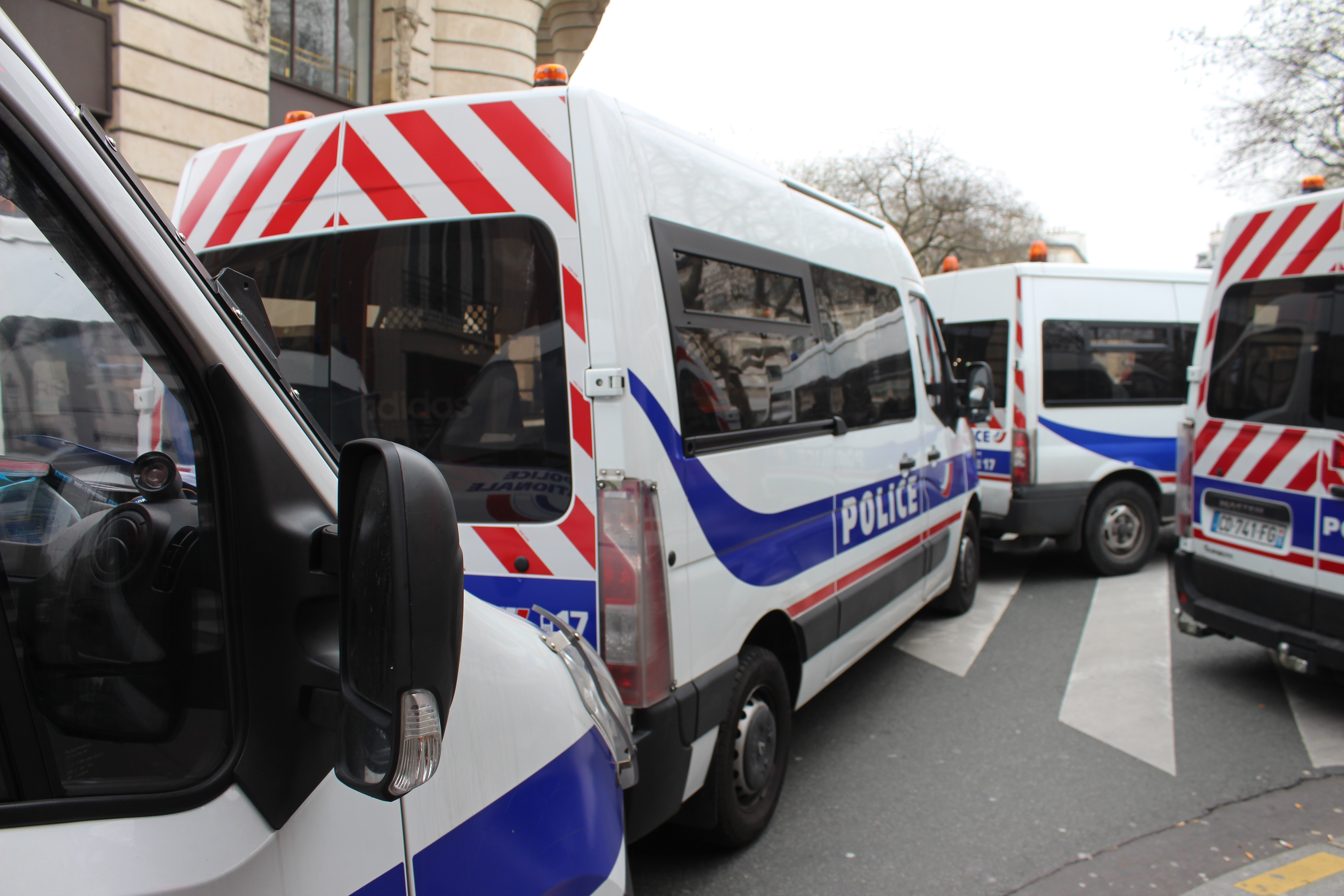
Vehículos de la Policía Nacional de Francia en las inmediaciones de la Rue Nicolas-Appert 10, sede del semanario, momentos después del ataque.

El 7 de enero de 2015, a media mañana, dos hombres vestidos de negro, con la cara cubierta y armados con fusiles de asalto entraron en el número seis de la calle Nicolas-Appert, en el XI distrito de la capital francesa, no muy lejos de la plaza de la Bastilla y al sur de la plaza de la República. Al entrar creyeron estar haciéndolo en la sede del semanario Charlie Hebdo, pero no era así, ya que la publicación se había mudado al número diez hacía un año. Percatados de su error, los individuos entraron en el número diez disparando a los empleados de mantenimiento que se encontraban ahí, matando a uno de ellos. Se toparon entonces con la dibujante «Coco» (Corinne Rey), a la que tomaron como rehén para facilitarles el acceso al recinto. Aunque trató de despistarles llevándoles a la tercera planta (la redacción está en la segunda), acabaron llegando a la puerta blindada que la custodia, marcando el código que permitía su apertura. Acto seguido se dirigieron a la sala de reuniones donde se encontraba el grueso de la redacción trabajando y preguntaron por «Charb», su principal objetivo. Una vez abatido, dispararon contra el resto de los presentes de forma indiscriminada, matando a ocho miembros de la redacción, un policía encargado de la escolta de «Charb» y un invitado.
Ya en su huida y al grito de «Al·lahu-àkbar» (‘Alá es [el] más grande’), los dos terroristas se montaron en un Citroën C3 II de color negro que tenían estacionado frente al edificio para alejarse del lugar. No tardaron, sin embargo, en encontrarse con varias patrullas de la Policía Nacional. Los dos primeros encontronazos se saldaron con varios intercambios de disparos que causaron principalmente daños materiales. El tercer encuentro fue en el bulevar Richard-Lenoir, donde los individuos lograron alcanzar a un policía en el abdomen. Tendido sobre la acera, el agente fue rematado por uno de los terroristas que se había acercado a él. De regreso a su Citroën, sufrieron un accidente en la plaza del Colonel-Fabien (a unos 4 kilómetros al noreste de donde iniciaron su huida) al chocar con otro vehículo. Poco después, un nuevo percance, ya en la calle de Meaux, les obligó definitivamente a cambiar de medio de transporte y robar a punta de pistola un Renault Clio que utilizaron para salir de París por la Puerta de Pantin, que comunica la capital con la comuna limítrofe de Pantin.

## Víctimas

### Fallecidos
En el atentado, fallecieron doce personas: once en el interior de la sede del semanario y un policía en el exterior. Las personas asesinadas que trabajaban en Charlie Hebdo fueron los dibujantes «Cabu», «Charb», «Tignous», Georges Wolinski y Honoré, el economista Bernard Maris —quien firmaba sus apariciones bajo el seudónimo «Oncle Bernard»—, el corrector Mustapha Ourad y la columnista y psicoanalista Elsa Cayat. Asimismo, fueron asesinados Frédéric Boisseau, conserje de Sodexo, y Michel Renaud, fundador del festival Rendez-vous du carnet de Voyage e invitado a la reunión. Los policías fallecidos fueron Franck Brinsolaro —escolta de «Charb»— y Ahmed Merabet, este último asesinado en la acera tras haber sido previamente alcanzado por una bala en una pierna y no haber podido huir de sus agresores.

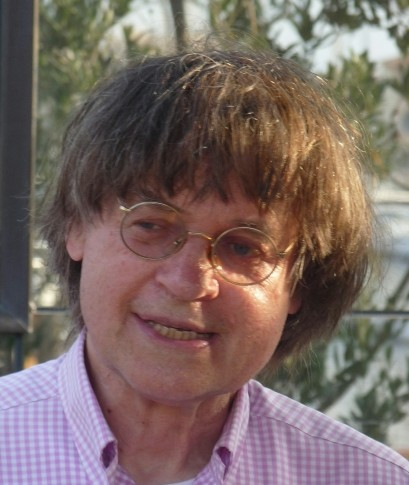
«Cabu» en 2012.
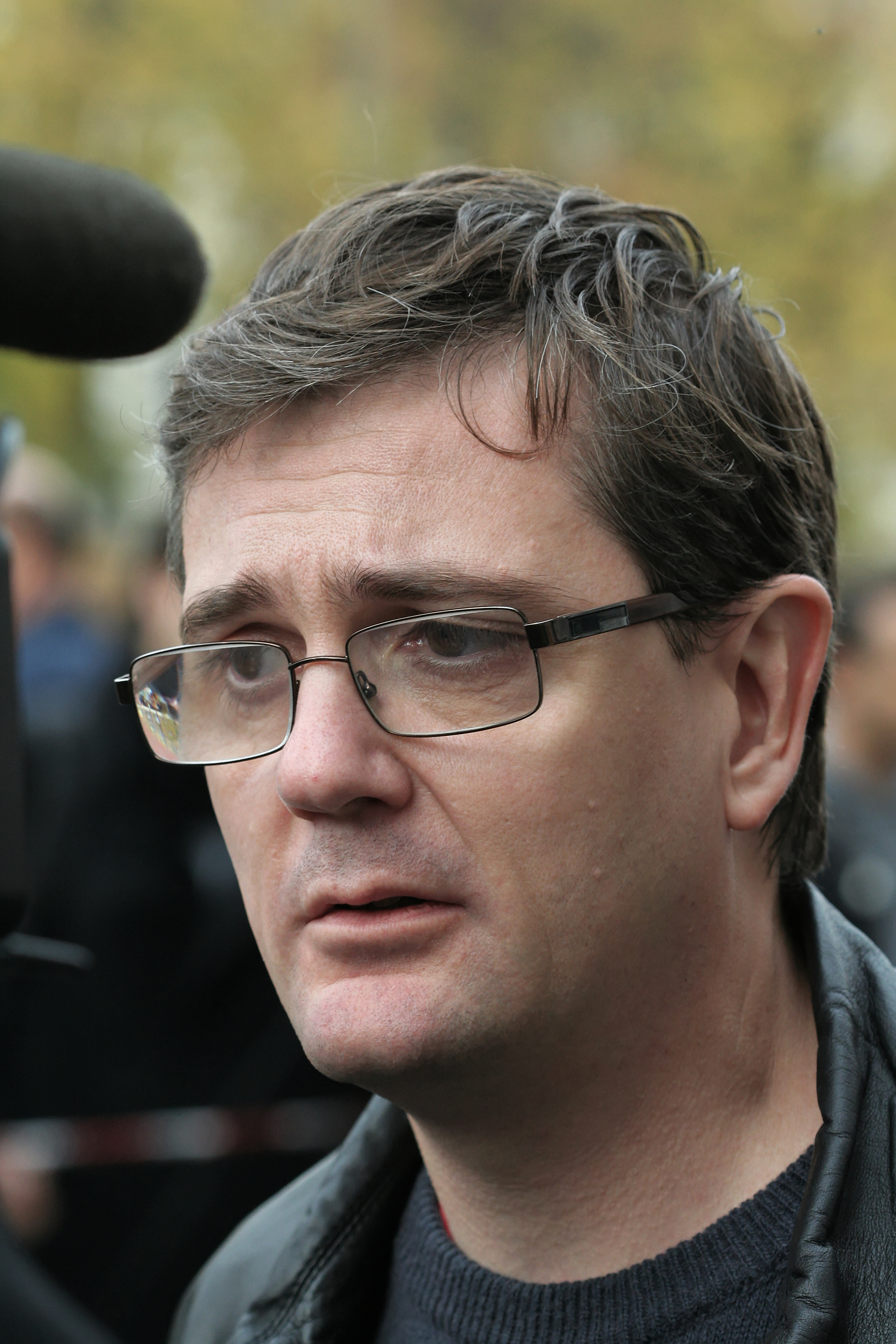
«Charb» en 2011.
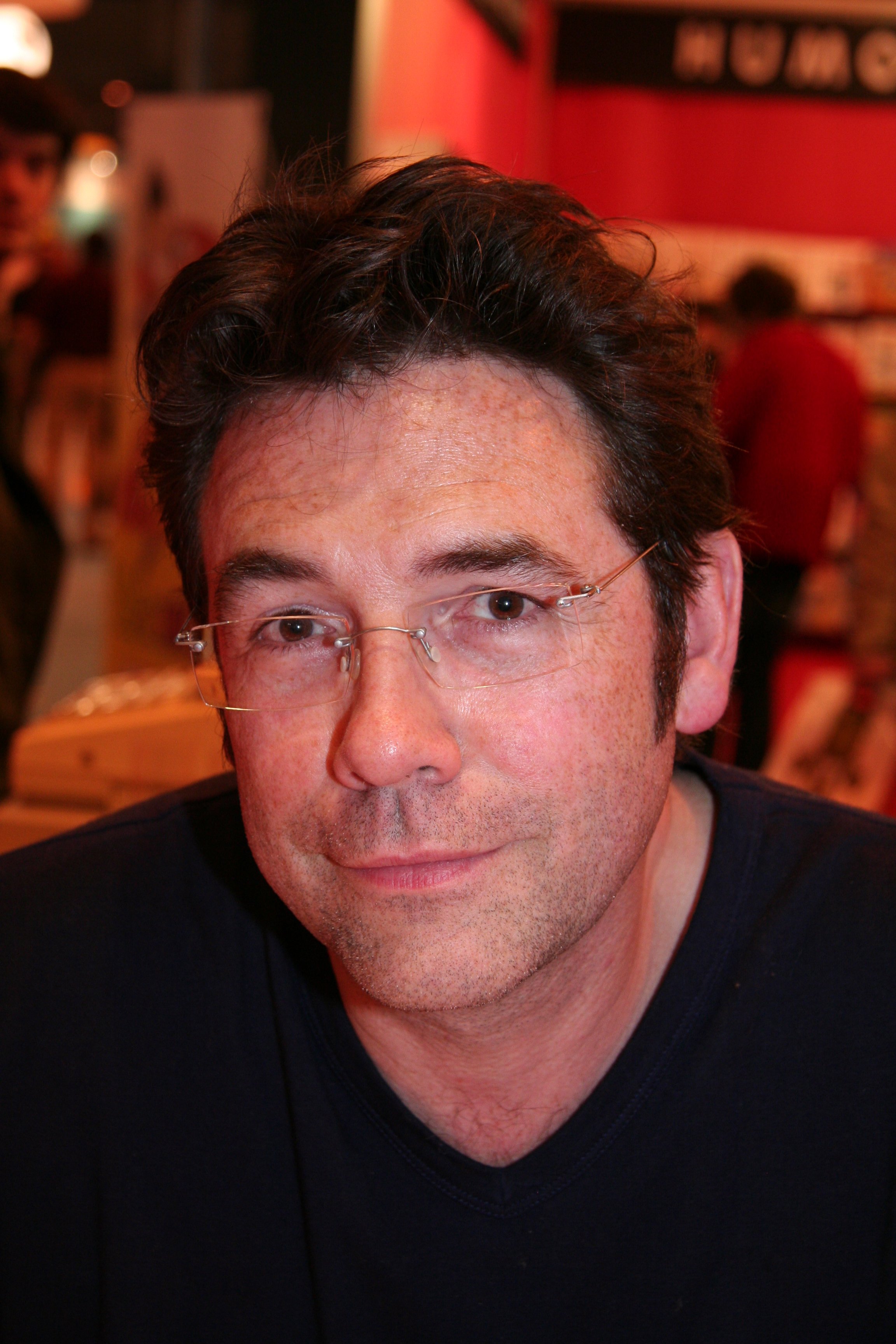
«Tignous» en 2008.
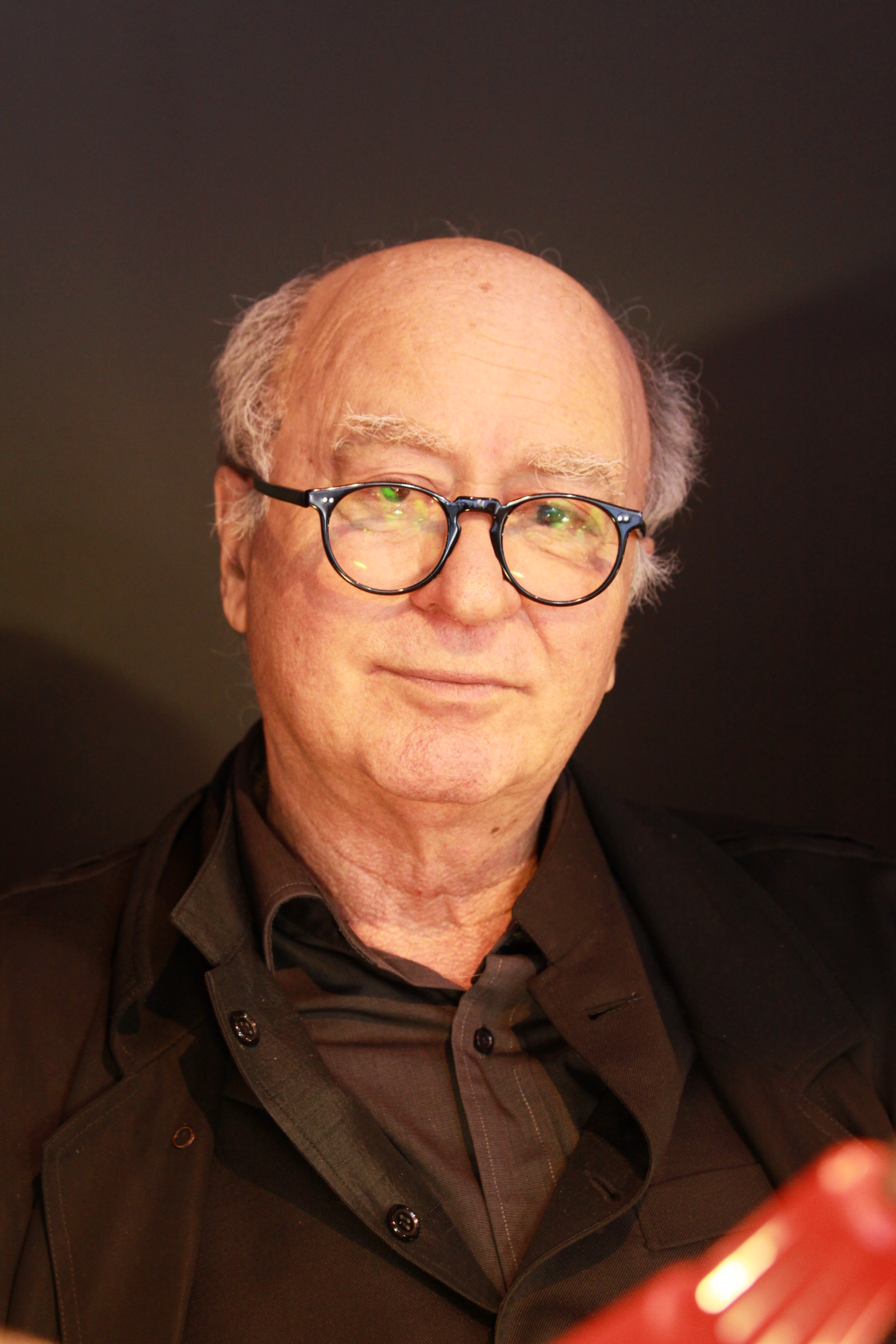
G. Wolinski en 2011.
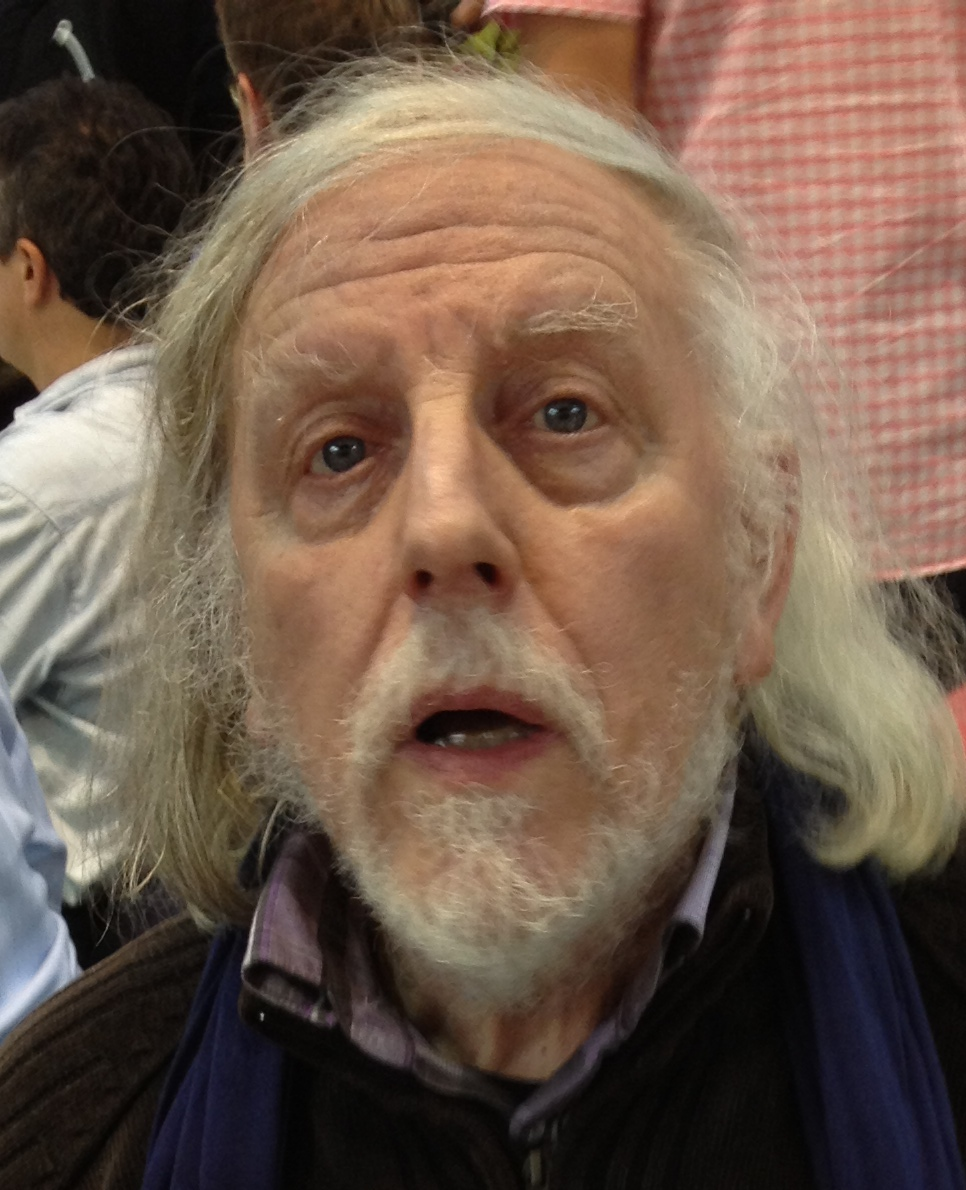
Honoré en 2012.

### Heridos
Entre las personas heridas por el ataque se encontraron los periodistas Philippe Lançon (gravemente alcanzado en el rostro) y Fabrice Nicolino (herido en la pierna), así como el encargado del sitio web y de las redes sociales del semanario Simon Fieschi, el dibujante Laurent Sourisseau conocido como «Riss» (herido en el hombro), y un empleado de mantenimiento de la empresa Sodexo que se encontraba junto a su compañero asesinado en la entrada del edificio.
También resultaron heridos leves en la huida varios policías y la conductora que impactó contra los fugados en la plaza Colonel-Fabian.

### Indemnes y ausentes
Gérard Gaillard, amigo de Michel Renaud que había acudido como invitado a la redacción, salió ileso al tumbarse en el suelo en el momento de los disparos. Tampoco sufrieron daños el reportero Laurent Léger, que gracias a ello pudo avisar telefónicamente a las fuerzas del orden de lo sucedido, la dibujante «Coco», obligada por los terroristas a facilitar la entrada en la redacción, y la periodista Sigolène Vinson. Esta última explicó posteriormente que uno de los invididuos le indicó «On ne tue pas les femmes, mais tu dois te convertir à l’islam et te voiler» («No matamos a las mujeres, pero tienes que convertirte al islam y ponerte el velo»).
Otros colaboradores habituales de la publicación salvaron su vida al estar ausentes por una razón u otra. Fue el caso de Gérard Biard (redactor jefe) al estar de vacaciones en Londres, de la periodista Zineb El Rhazoui, también de vacaciones en Marruecos, y de los dibujantes Renald Luzier («Luz») y Catherine Meurisse, ambos por no llegar a tiempo a la reunión, y Bernhard Willem Holtrop, «Willem», este por no acudir a este tipo de actos en la redacción. Otros compromisos también evitaron la presencia en el lugar del humorista y redactor Mathieu Madénian, del médico de urgencias y sindicalista Patrick Pelloux y del periodista especializado en temas científicos Antonio Fischetti.

## Investigación
Tras los hechos, las autoridades judiciales francesas abrieron una investigación bajo los cargos de asesinato, tentativa de asesinato, robo a mano armada e infracción de la legislación sobre armas, todo ello unido a una organización terrorista. La dirección general de la policía judicial de París (sección antiterrorista), la dirección central de la policía judicial y la dirección de seguridad interior se repartieron la investigación. 
En la noche del mismo día del atentado, se hizo pública la identidad de los presuntos autores. Un documento de identidad (Carte nationale d'identité) hallado en el primer vehículo usado en la huida facilitó la labor de identificación, que fue también ratificada gracias al análisis de ADN. Según los datos policiales, el autor principal habría sido Chérif Kouachi, nacido en París el 29 de noviembre de 1982 y criado en Rennes. Fue detenido en 2005 por formar parte de una red de captación de yihadistas franceses a Irak. Fue juzgado en 2008 y condenado a tres años de cárcel. Su paso por prisión sirvió para radicalizarlo aún más y unir a su causa a su hermano. Este último, llamado Saïd, nacido en París el 7 de septiembre de 1980, fue su acompañante en los hechos acontecidos el 7 de enero. Una vez identificados, la policía realizó varios registros relacionados con la familia Kouachi, tanto cerca de París como en ciudades más alejadas, como Reims y Estrasburgo. Varios familiares fueron a su vez llevados a dependencias policiales para ser interrogados. 
Durante la mañana del 8 de enero se recuperó la pista de los dos presuntos autores del atentado en una gasolinera de la marca Avia en Vauciennes, en la región de Picardía, a unos 65 kilómetros al norte de la capital francesa. Los dos individuos a bordo de un Renault Clio II asaltaron las instalaciones para repostar y lograr provisiones. El hecho ha llevado a las autoridades a desplazar unidades especiales —el GIGN, el GIPN y el RAID— al lugar, incluyendo efectivos militares, y a activar el conocido como plan Epervier, cuyo objetivo es cerrar para luego rastrear una zona determinada. En el departamento de Aisne se localizaron pistas concretas de la presencia de los sospechosos. Según fuentes gubernamentales, 88 000 fueron los policías y militares desplegados para intentar localizar a los terroristas.
El 9 de enero, los sospechosos del atentado robaron otro vehículo, esta vez en Montagny-Sainte-Félicité (en la región de Picardia, a 45 kilómetros al norte de París). Tras ello tuvo lugar un intercambio de disparos y posterior persecución en la Ruta nacional 2, un eje norte-sur que une París con la frontera belga, a la altura de Dammartin-en-Goële, donde la policía había situado un control. Cercados, los fugados se refugiaron en una empresa llamada «Création Tendance Découverte» de esta comuna situada ya en la región de Isla de Francia (al sur de Picardía). Se dijo que una persona fue tomada como rehén mientras las fuerzas y especiales de la policía nacional y de la gendarmería francesa se habían reagrupado en torno al lugar. Pasadas las 17:00, los hermanos Kouachi fueron abatidos y el rehén —que en realidad no lo era, ya que se mantuvo escondido y en contacto telefónico con la policía en todo momento— liberado.

## Ataques terroristas relacionados

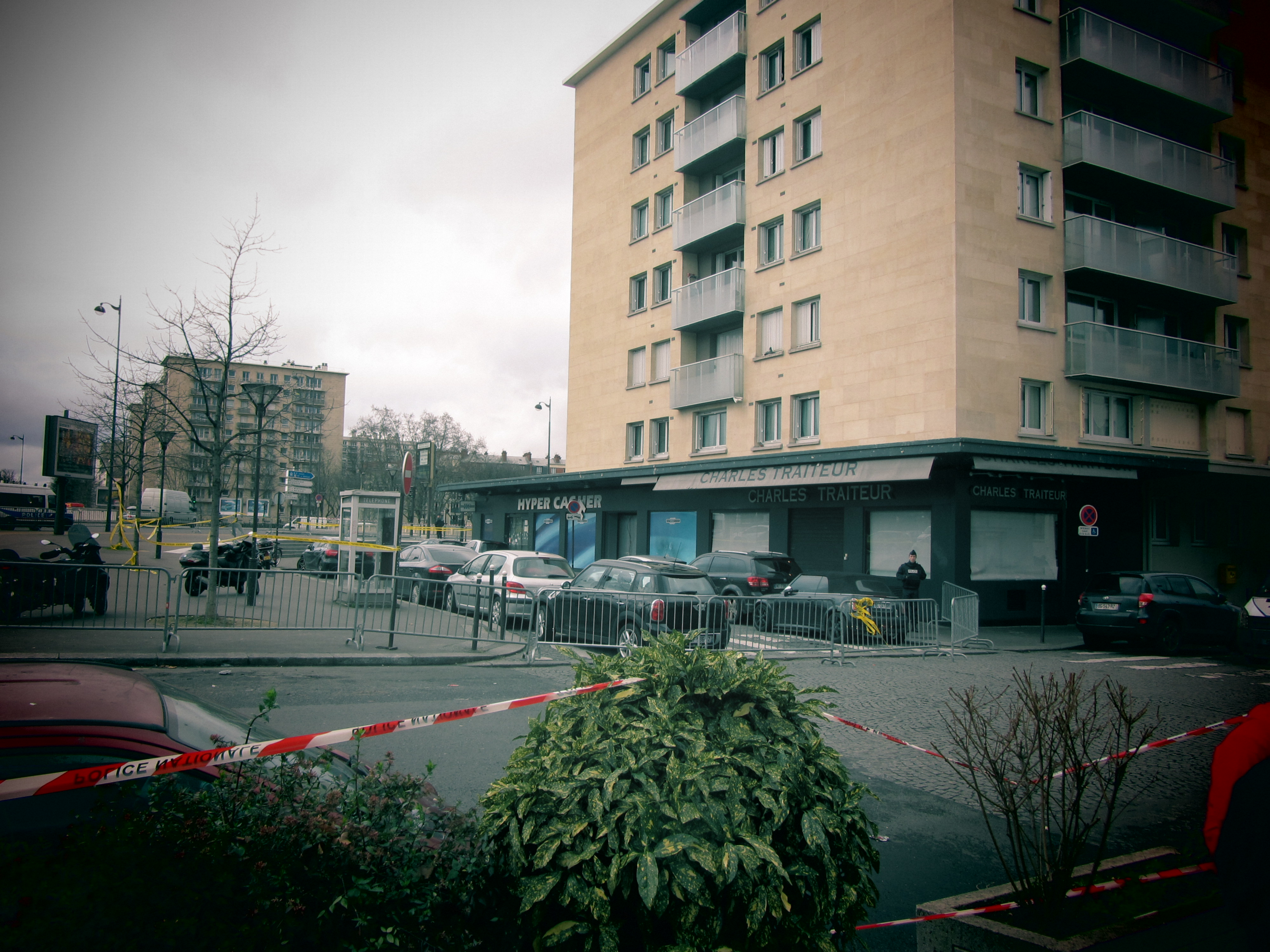
Hypercacher de Porte de Vincennes durante la toma de rehenes.

### Tiroteo contra policías en Montrouge
En la mañana del 8 de enero, Amedy Coulibaly mató a una policía e hirió gravemente a otro en Montrouge, una comuna situada al sur de París y limítrofe con la capital.

### Toma de rehenes en un comercio judío en Porte Vincennes
El 9 de enero, Coulibaly irrumpió en un supermercado de la marca Hypercacher situado en Porte de Vincennes (XX Distrito de París, junto a la comuna de Saint-Mandé), tomando como rehenes a los que ahí se encontraban. Pasadas las 17:00, la policía accedió al local para poner fin a la situación. Cuatro rehenes aparecieron muertos y otros cuatro están gravemente heridos. Amedy Coulibaly fue abatido.

## Repercusiones

### Nivel máximo de alerta

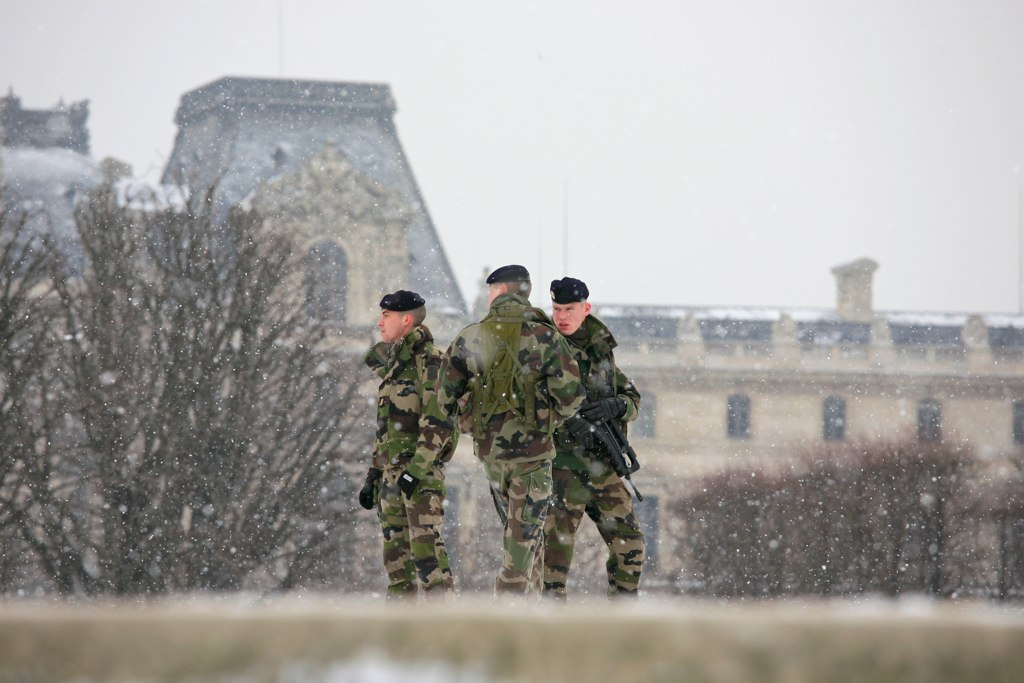
El nivel «Alerte attentat» conlleva la participación de las fuerzas armadas en las tareas de vigilancia ciudadana.

El mismo día del ataque, el Gobierno francés elevó al máximo el nivel de alerta ante la posibilidad de un atentado en la región de París. El plan Vigipirate, el sistema nacional de alerta en Francia, se elevó al nivel de «Alerte attentat» (‘Alerta de atentado’), lo que conllevó la puesta en alerta a los servicios de emergencia y las fuerzas del orden; se reforzó el control de personas; se intensificaron los controles por explosivos; se incrementó la participación de las fuerzas armadas en las tareas de vigilancia; se prohibió estacionar cerca de centros educativos y se activaron células de crisis en ministerios y administraciones públicas.
En España se activó el Plan de Prevención y Protección Antiterrorista de nivel 3 como medida de precaución frente al atentado.

### Condenas de líderes nacionales e internacionales
El atentado fue condenado por destacados líderes de la comunidad internacional. Mostraron su repudio: el presidente francés François Hollande, el presidente del Comisión Europea Jean-Claude Juncker, la canciller alemana Angela Merkel, el primer ministro italiano Matteo Renzi, el primer ministro británico David Cameron, el presidente ruso Vladímir Putin, el primer ministro indio Narendra Modi, un portavoz de la Casa Blanca, el Gobierno de España, el Gobierno de la República Argentina, la presidenta chilena Michelle Bachelet, el Colegio de Periodistas de Chile, el presidente venezolano Nicolás Maduro, la Asociación de Periodistas de Bolivia, el presidente de México Enrique Peña Nieto, entre otros.
Ante la posibilidad de que se tratara de un acto de terrorismo islámico, numerosas instancias y personalidades musulmanas internacionales condenaron igualmente el atentado, como la Universidad al-Azhar, el presidente del partido islamista tunecino Ennahda, Rachid Ghanuchi, o el teólogo Tariq Ramadan. También desde el ámbito musulmán francés se repitieron las condenas al atentado, como las expresadas por el imán de Drancy, Hassen Chalghoumi, o del rector de la Mezquita de París, Dalil Boubakeur, entre otros.

### Ataques contra mezquitas
La noche siguiente al ataque contra la redacción del semanario se produjeron varios ataques a lugares de culto frecuentados por la comunidad musulmana en varios puntos de Francia. Estos hechos, si bien no causaron víctimas, generaron daños materiales de diversa consideración. Una mezquita en Le Mans fue alcanzada con granadas, mientras que otro lugar de culto en Port-la-Nouvelle fue tiroteado. En Villefranche-sur-Saône se registró una pequeña explosión cerca de otra mezquita.

### Manifestaciones de rechazo

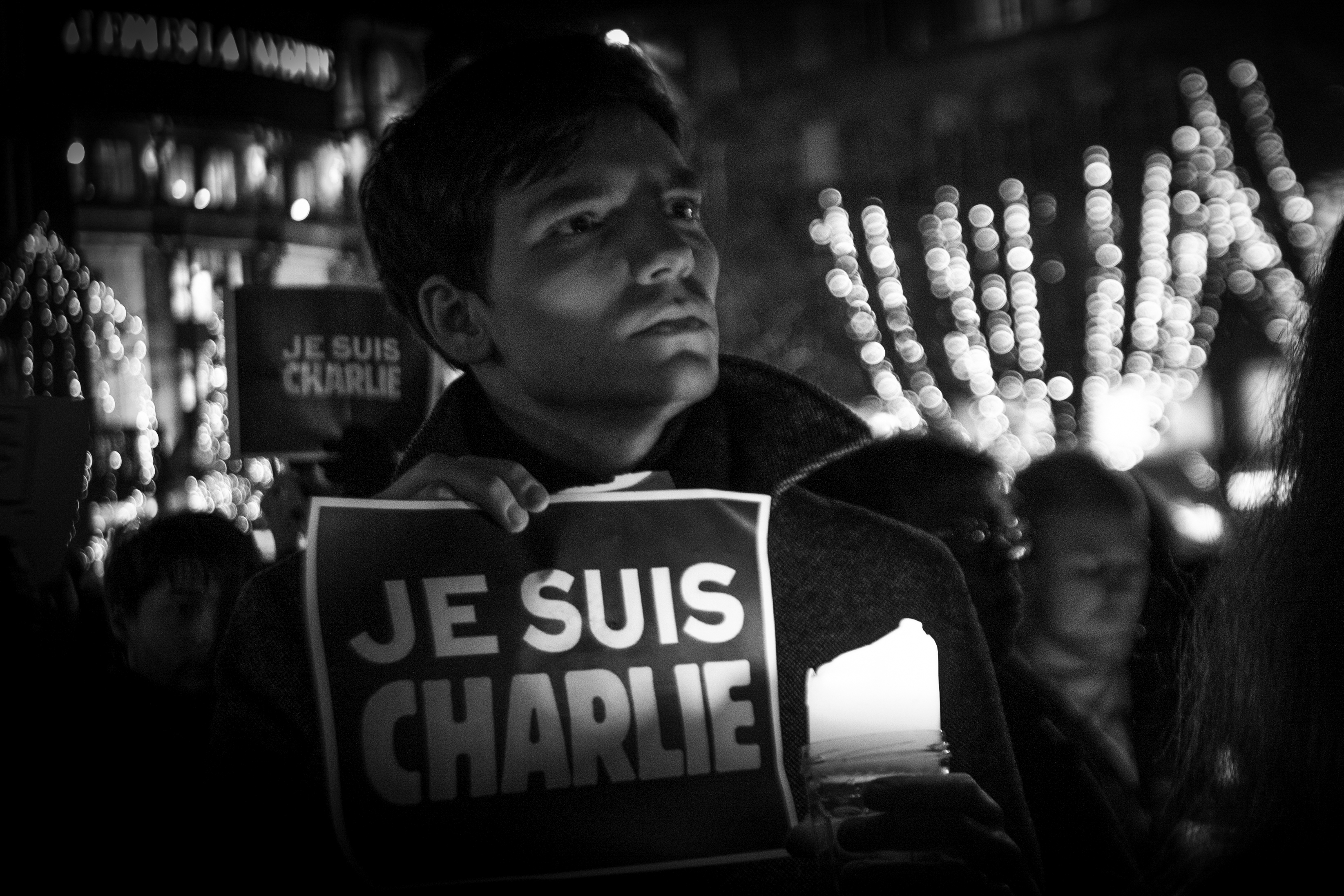
Protestas en Estrasburgo el 7 de enero con el célebre Je suis Charlie («Yo soy Charlie»).

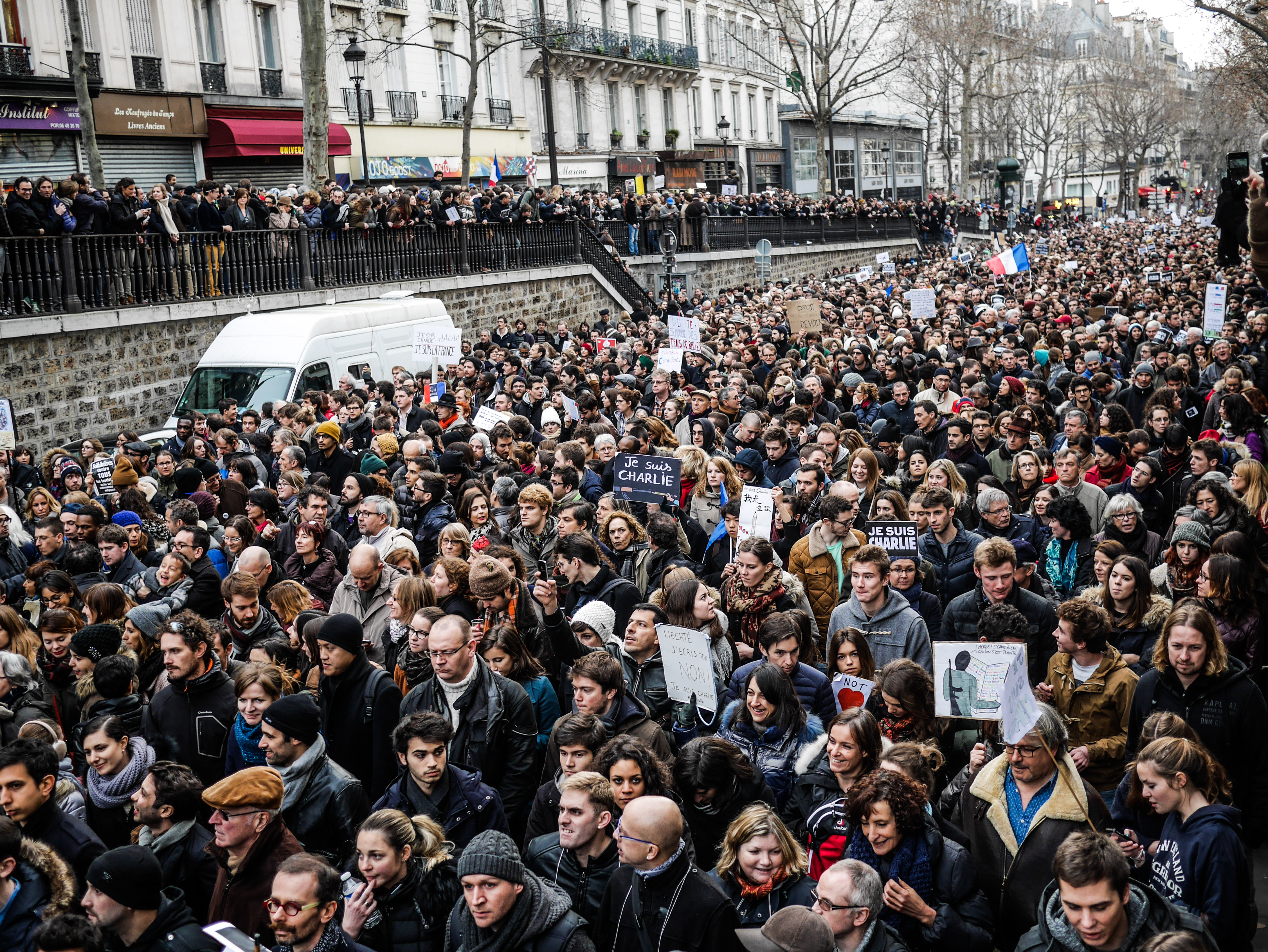
Manifestación del 11 de enero de 2015 en París en repulsa por los ataques. Millones de personas se manifestaron en París y otras ciudades condenando el ataque al semanario.

El 11 de enero, multitudinarias y diversas manifestaciones se produjeron en Francia y en otros países del mundo contra estos hechos. Sólo en París, se estima que más de un millón y medio de personas acudió masivamente a exponer su rechazo por los atentados, con pancartas y consignas tales como "Je suis Charlie" (Yo soy Charlie), cuyo significado no ha sido necesariamente una identidad con los criterios, ideología, raza o religión de los periodistas asesinados y las demás víctimas, sino un grito a favor de la libertad de expresión y la defensa de la democracia, el estado de derecho, la libertades individuales, el derecho a la vida y la tolerancia en la convivencia.

### Solidaridad de prensa europea y atentado contra diario alemán
Numerosos periódicos europeos reprodujeron en los días posteriores al ataque, las caricaturas de Mahoma publicadas por la revista francesa.
El 11 de enero, el Hamburger Morgenpost, uno de los diarios alemanes que publicaron por solidaridad dibujos de Charlie Hebdo, fue atacado con un artefacto incendiario casero, además de piedras, aunque no se registraron víctimas de ningún tipo.

### Continuidad de la revista
El resto del personal de Charlie Hebdo anunció que la publicación continuaría; así, la edición de la semana siguiente salió como de costumbre, pero con una tirada escalonada de siete millones de ejemplares —en principio se habían previsto un millón, que luego se aumentaron a tres y cinco—, mucho mayor que la habitual, que consta de unos pocos decenas de miles.

### Incidentes en escuelas francesas
En las escuelas francesas se organizaron actos de homenaje a las víctimas, sin embargo en algunas de ellas, alumnos musulmanes se negaron a secundarlos, mostrando su apoyo a los terroristas. En total, ha habido unos 200 incidentes en escuelas francesas.

### Reacciones en países musulmanes
Las muestras de apoyo a la revista Charlie tras los atentados tampoco fue bien acogida en algunos países musulmanes, produciéndose disturbios en Argelia o Pakistán.
En Níger se quemaron diez iglesias y comercios cristianos, con la muerte de al menos cuatro personas.
En Chechenia tuvo lugar una multitudinaria protesta, durante la cual el líder del país, Ramzán Kadírov, insinuó que tras el atentado pueden estar las autoridades y los servicios secretos de los países occidentales.
Por su parte, el grupo terrorista Daésh calificó de «héroes» a los autores del atentado contra Charlie Hebdo.

## Juicio
El 2 de septiembre de 2020 se abrió el proceso judicial de los atentados yihadistas de enero de 2015. Además  del atentado contra el semanario Charlie Hebdo se suma el asesinato de la policía Clarissa Jean Philippe y la toma de rehenes en Porte de Vincennes. En el juicio participan 5 jueces tendrá 49 días de audiencias en el que se analizarán 171 tomos de procedimiento, se escuchará a 144 testigos y 14 personas expertas.
Hay 14 personas acusadas, supuestamente responsables de apoyo logístico a los autores de ataques, también ofrecieron supuestamente medios de financiación, material operacional, armas y un domicilio, indispensables para las acciones terroristas explicó el procurador nacional antiterrorista Jean-François Ricard pocos días antes del inicio del juicio. El procurador considera que se atribuye excesivo peso a los autores directos. Diez de los juzgados están detenidos, tres están bajo mandato de detención y juzgados en ausencia, Hayat Boumeddienne, pareja de Amedy Coulibaly y los hermanos Mohamed y Medi Belhoucine que escaparon a la zona sirio-iraquí varios días antes de los ataques de enero de 2015 y cuya suerte es incierta.  El fallo se ha fijado para el 10 de noviembre de 2020.